# Anger Management (televisieserie)
Anger Management is een Amerikaanse sitcom uit 2012 oorspronkelijk uitgezonden door FX Networks. Het verhaal hiervan is gebaseerd op de gelijknamige film uit 2003, met Charlie Sheen als het personage dat Jack Nicholson op het grote scherm speelde. De serie was Sheens terugkeer op televisie nadat hij in maart 2011 werd ontslagen door de makers van de CBS-komedieserie Two and a Half Men. Na 100 afleveringen stopte de serie op 22 december 2014. Comedy Central begon op 7 oktober 2012 met het uitzenden van de serie in Nederland.

## Verhaal
Charlie Goodson is een voormalig honkballer die met behulp van zijn therapeute Kate Wales zijn neiging tot agressie onder controle heeft kunnen krijgen. Tegenwoordig is hij zelf ook therapeut en helpt hij anderen met het beteugelen van hun woede. Dit doet hij in groepssessies bij hem thuis met de narcistische Lacey, de constant blowende en haar obsessief bewonderende Nolan die niet kwaad kan worden, Vietnamveteraan Ed en de feminieme homoseksuele modeliefhebber Patrick. Goodson leidt daarnaast pro bono eenzelfde praatgroep in de gevangenis met de gedetineerden Wayne, Cleo en Ernesto.
Tijdens de groepsgesprekken vertelt Goodson zelf ook regelmatig over wat hij meemaakt in zijn eigen leven. Zo heeft hij nog regelmatig contact met zijn ex-vrouw Jennifer, die hem heeft verlaten vanwege zijn vele buitenechtelijke avontuurtjes in zijn tijd als honkbalprof. Ze gaan nog steeds hartelijk met elkaar om en zijn bovendien samen verantwoordelijk voor de opvoeding van hun gezamenlijke puberdochter Sam. Goodson is niet gecharmeerd van Jennifers nieuwe aanbidder Sean, maar verzwijgt ondertussen zijn eigen seksuele escapades met zijn therapeute Kate voor haar.

## Rolverdeling
*Alleen personages die verschijnen in 10+ afleveringen vermeld
- Charlie Sheen - Charlie Goodson, een ex-profhonkballer die na zijn mislukte sportcarrière in woede uitbarst. Nu hij weer normaal is, helpt hij andere mensen met woedeproblemen.
- Shawnee Smith - Jennifer Goodson, de minder intelligente ex-vrouw van Charlie die constant probeert een eigen zaak te beginnen.
- Noureen DeWulf - Lacey, ze is door de rechter naar woedetherapie gestuurd nadat zij met een pistool in de testikels van haar bedriegende vriendje schoot.
- Michael Arden - Patrick, die in therapie moet nadat zijn moeder is overleden.
- Derek Richardson - Nolan, die vaak terughoudend overkomt maar kickt op andermans ellende en daarom in therapie is.
- Barry Corbin - Ed, die een paar jaar geleden probeerde met een kapmes zijn zwager te vermoorden toen hij op het punt stond te verliezen met een potje hoefijzerwerpen.
- Daniela Bobadilla - Sam Goodson, de aan dwangneurose lijdende dochter van Jennifer en Charlie.
- Selma Blair - Kate Wales, een kille, cynische, dominante woedetherapeut die seks heeft met Charlie. Jennifer ziet haar vanwege haar stoere uiterlijk aan voor lesbienne. Kate pest Charlie ermee dat zij een PhD heeft, terwijl Charlie “maar” een master heeft.
- Michael Boatman - Michael, Goodsons beste vriend
- Brett Butler - Brett, barvrouw in Goodsons vaste bar
- Stephen Taylor - Wayne, gedetineerde in Goodsons praatgroep met een obsessie voor moord
- James Black - Cleo, brede en gespierde, maar enorm feminiene homoseksuele gedetineerde in Goodsons praatgroep
- Aldo Gonzalez - Ernesto, Latijns-Amerikaans gedetineerde in Goodsons praatgroep
- Brian Austin Green - Sean
- Antonio Lewis Todd - Officer Kettles
- Martin Sheen - Martin, Goodsons vader
- Laura Bell Bundy - Jordan Denby
- Darius McCrary - Donovan, het vriendje van Cleo

## Trivia
- Selma Blair werd op 17 juni 2013 ontslagen vanwege haar klachten over de werkhouding en het te laat komen van Sheen. Die dreigde daarop de serie te verlaten als Blair niet werd ontslagen. De producenten gaven gehoor aan zijn eis.[1][2][3] Laura Bell Bundy verscheen vervolgens in de serie als Dr. Jordan Denby, Goodsons nieuwe collega.
- Charlies vader Martin wordt gespeeld door Martin Sheen, in realiteit ook Charlie Sheens vader.